# Néo Soúli (Serrès)
Néo Soúli, en grec moderne : Νέο Σούλι, est un village du dème d'Emmanouíl Pappás, district régional de Serrès, en Macédoine-Centrale, Grèce.
Selon le recensement de 2011, la population du village compte 2 399 habitants.
La localité fait partie de l'aire linguistique des Darnakochória.